# Utwór zależny

Przykład utworu zależnego powstałego z dwóch utworów

Utwór zależny – pojęcie z zakresu prawa autorskiego – oznaczający utwór, który powstał w wyniku twórczego opracowania, przeróbki lub adaptacji innego utworu.
Utworem zależnym nie jest utwór, który jest jedynie inspirowany motywami utworu pierwotnego, choć granica między utworem zależnym a inspirowanym jest płynna i różnie interpretowana przez sądy powszechne. Utworem zależnym nie są też dosłowne kopie czy mechaniczne przeniesienia utworów do innego medium, ponieważ utwór zależny musi cechować własny, dodatkowy element twórczy nie występujący w utworze pierwotnym.

## Utwór zależny wg prawa w Polsce
W Polsce definicja utworu zależnego zawarta jest w art. 2 ust. 1 i 2 z dnia 4 lutego 1994 r. o prawie autorskim i prawach pokrewnych (Dz.U. z 2021 r. poz. 1062) – dalej „u.p.a.p.p.”, zgodnie z którym:
1. Opracowanie cudzego utworu, w szczególności tłumaczenie, przeróbka, adaptacja, jest przedmiotem prawa autorskiego bez uszczerbku dla prawa do utworu pierwotnego.
2. Rozporządzanie i korzystanie z opracowania zależy od zezwolenia twórcy utworu pierwotnego (prawo zależne), chyba że autorskie prawa majątkowe do utworu pierwotnego wygasły. (Można jednak tworzyć utwory zależne tylko na własny użytek[4][5].) W przypadku baz danych spełniających cechy utworu zezwolenie twórcy jest konieczne także na sporządzenie opracowania.
3. Twórca utworu pierwotnego może cofnąć zezwolenie, jeżeli w ciągu pięciu lat od jego udzielenia opracowanie nie zostało rozpowszechnione. Wypłacone twórcy wynagrodzenie nie podlega zwrotowi.
4. Za opracowanie nie uważa się utworu, który powstał w wyniku inspiracji cudzym utworem.
5. Na egzemplarzach opracowania należy wymienić twórcę i tytuł utworu pierwotnego[6].

## Przykłady utworów zależnych, kopii i utworów inspirowanych
Na podstawie serii powieści J.K. Rowling Harry Potter powstały utwory zależne takie jak:
- tłumaczenie powieści na język polski i kilkadziesiąt innych języków
- seria filmów o tym samym tytule produkcji Davida Heymana

Oraz utwory inspirowane takie jak:
- seria książek o Barrym Trotterze(inne języki) (mająca charakter parodii Harry’ego Pottera)

Natomiast przykładem kopii przeniesionej do innego medium jest np. wydanie elektroniczne tych powieści w niezmienionych w stosunku do papierowego oryginału formacie stron.